# Nemacheilus cleopatra
Nemacheilus cleopatra är en fiskart som beskrevs av Jörg Freyhof och Serov 2001. Nemacheilus cleopatra ingår i släktet Nemacheilus och familjen grönlingsfiskar. IUCN kategoriserar arten globalt som livskraftig. Inga underarter finns listade i Catalogue of Life.